# Funknebelsignalversuchsstation Arkona
Die Funknebelsignalversuchsstation Arkona war eine Versuchsanordnung zur Erforschung der Ausbreitung von elektromagnetischen Wellen auf offener See. Die Ergebnisse dieser Versuche waren die Grundlage der späteren Entwicklung von Seefunkfeuern.
Nach vorangegangenen Versuchen in den Jahren 1906–1909 in Swinemünde und am Müggelsee bei Friedrichshagen, damals ein Vorort Berlins, wurde ab 1911 in der Jaromarsburg am Kap Arkona auf der Insel Rügen eine Funkanlage errichtet, mit der die „Nutzbarmachung der Hertzschen Wellen für den Nebelsignaldienst“ für die Schifffahrt erprobt werden sollte.

## Vorausgegangene Versuche
Da Leuchttürme bei Nebel wenig hilfreich sind und Nebelglocken (ab 1766), Sirenen (ab 1875) und Nebelhörner (ab 1888) zur Kennzeichnung einer Station an Land sowie Unterwasserglocken (ab 1905 zunächst unter Feuerschiffen) als Schallsignale nur eine unzureichende Peilung ermöglichten, wurden ab 1906 erste Versuche zur Verwendung elektromagnetischer Wellen im Nebelsignaldienst angestellt. Maßgeblich vorangetrieben wurden diese Versuche durch Walter Körte im Auftrag des federführenden Ministeriums der öffentlichen Aufgaben und Bruno Donath, Leiter der physikalischen Abteilung der Wissenschaftsgesellschaft Urania in Berlin, unter Hinzuziehung der Gesellschaft für drahtlose Telegraphie (Telefunken), die 1903 gegründet worden war.
Nach ersten funktechnischen Experimenten vom 22. bis zum 25. Juni 1906 in den Versuchsräumen der Urania, wurden diese Versuche in der Zeit vom 30. Juli bis zum 28. August 1906 in Swinemünde fortgesetzt. Die gesendeten Zeichen konnten noch in 16 sm Entfernung auf dem Dampfer Dresel, einem Bereisungsschiff der Swinemünder Wasserbaubehörde, empfangen werden.
Im Jahre 1909 kam die Idee auf, die elektromagnetischen Wellen jeweils nacheinander folgend in die 16 Richtungen der Kompassrose auszusenden und die Signale entsprechend nach einem Strich-Punkt-System (ähnlich den Morsezeichen) zu kennzeichnen (diese Lösung ist verwandt mit dem Telefunken-Kompass-Sender von 1908, der später zum Drehfunkfeuer für die Luftfahrtnavigation weiterentwickelt wurde). Die von einer an Land befindlichen Geberstelle gesendeten Signale könnten dann auf einem Schiff mit einer verhältnismäßig einfachen Empfangsstation ausgewertet und durch Vergleich der jeweiligen Lautstärke die eigene Positionsrichtung festgestellt werden. Hierzu wurde zwischen Friedrichshagen und Rahnsdorf am Müggelsee eine Sendestation mit 16 Antennenpaaren errichtet und im Herbst des Jahres 1909 wurden unter Mitwirkung des Telegrapheningenieurs Franz Kiebitz vom Reichspostamt von einem Versuchsboot aus Peilschärfen von einem halben Kompass-Strich (circa 6 Grad) erzielt. Obwohl die Ergebnisse sehr ermutigend waren, konnten sie im Jahre 1910 „infolge widriger Umstände“ (Zitat von Walter Körte) nicht in größerem Umfang fortgeführt werden. Die Grundzüge der Experimente in theoretischer und praktischer Hinsicht wurden aber bereits am 30. Oktober 1909 im Zentralblatt der Bauverwaltung (herausgegeben im Ministerium der öffentlichen Arbeiten) veröffentlicht, um das System patentunfähig zu machen, also etwaigen Patentansprüchen von anderer Seite vorzubeugen.
Zitat:

„Elektrische Wellen im Nebelsignaldienst.
Die preußische Bauverwaltung verfolgt den Gedanken, die elektrischen Wellen für den Nebelsignaldienst nutzbar zu machen, so zwar, daß dadurch die Leuchtfeuer bei unsichtigem Wetter ersetzt werden. Anfangs Juni d. J. wurde in den Versuchsräumen des Seezeichenausschusses des Ministeriums der öffentlichen Arbeiten mit der Ausführung einer elektrischen Nebelsignalstation begonnen. Um zu ermöglichen, daß die Richtung, aus der das Signal kommt, erkannt werde, ist die Einrichtung so getroffen worden, daß nach einem jeden Kompaßstrich hin von einem festen Antennenpaar aus ein besonders gekennzeichnetes Signal ausgesandt wird. Für die Beobachtung der Richtung ist die im Empfänger wahrgenommene größte oder kleinste Lautstärke maßgebend. Es ist besonders darauf Bedacht genommen, daß der Empfänger einfach und billig wird, so daß er auch in der kleinen Schiffahrt Eingang finden kann. Die Empfangseinrichtung besteht aus einem einfachen Empfangsdraht mit einem der bekannten Funkenhörer. Gegenwärtig sind zwei kleine Versuchsstationen am Müggelsee errichtet. Das Ergebnis der bisherigen Versuche berechtigt zu der Hoffnung, daß es auf diesem Wege gelingen wird, ein Nebelsignal zu schaffen, das die bisherigen rein akustischen Nebelsignale an Zuverlässigkeit übertrifft, ohne die Schiffahrt zu größeren Aufwendungen zu nötigen. Ke.“

## Versuchsaufbau am Kap Arkona

Lageplan der Funknebelsignalversuchsstation Arkona aus den Planungsunterlagen von 1911

Funknebelsignalversuchsstation Arkona im Jahr 1912

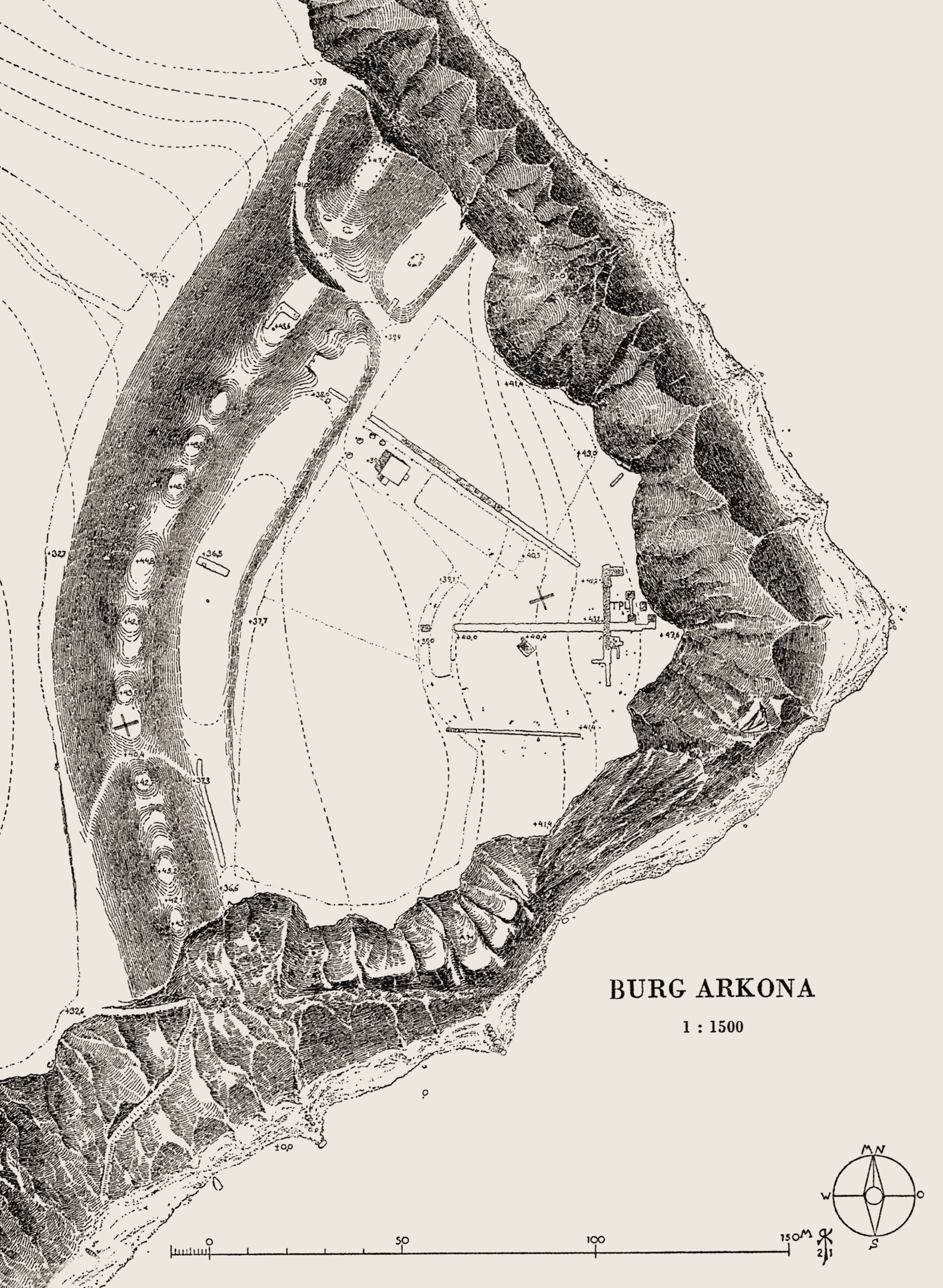
In dieser Zeichnung zu den archäologischen Ausgrabungen von 1921 sind die Standorte des Antennenmastkreises und des Betriebsgebäudes in der Mitte dokumentiert

Erst am 6. November 1911 wurde im Zusammenhang mit der Sicherung der Fährlinie Saßnitz–Trelleborg vom Minister der öffentlichen Arbeiten angeordnet, die Versuche zur Nutzbarmachung der Hertzschen Wellen im Nebelsignaldienst möglichst bald am Kap Arkona auf der Insel Rügen in größerem Maßstab fortzusetzen. Hierzu fand eine Abstimmung mit dem Reichsmarineamt, dem Reichspostamt und dem Regierungspräsidenten des Regierungsbezirks Stralsund statt. Daraufhin begann die detaillierte Planung des technischen und baulichen Vorgehens in enger Zusammenarbeit mit der Firma Telefunken, die auch die notwendigen Apparate zur Verfügung stellte, wie aus einem Protokoll vom 15. April 1912 hervorgeht. Die Antennenanordnung entsprach im Wesentlichen der bereits im Jahre 1909 am Müggelsee errichteten. Sie bestand aus acht Masten von 20 m Höhe, die in einem Kreis von 40 m Durchmesser entsprechend den Hauptrichtungen der Kompassrose innerhalb der seit 1168 wüstliegenden Jaromarsburg aufgestellt wurden, zwischen denen die 16 Antennen mit Hilfe von Tragseilen angeordnet waren. In der Mitte dieses Kreises wurde ein kleines Gebäude errichtet, in dem sich die Technik für den Sendebetrieb befand. Am 30. September 1912 wurde vom Stralsunder Regierungs- und Baurat Hentschel mitgeteilt, das die neue Station fertiggestellt und betriebsbereit sei. Mit Hilfe von einfachen Detektorempfängern an Bord der Fährschiffe der Linie Saßnitz–Trelleborg und von Regierungsdampfern wurden vielversprechende Ergebnisse erzielt (Peilung aus 32 sm Entfernung und Hörbarkeit der Signale bis in den Hafen von Trelleborg). Allerdings zeigte sich bei den folgenden Versuchen (besonders intensiv vom 11. bis zum 19. Dezember 1912), dass zum einen im Schatten der Halbinsel Jasmund das Funksignal stark abgeschwächt wurde und zum anderen bei regnerischer und stürmischer Witterung die Funkstrecke zeitweise völlig versagte. Im Jahre 1913 wurden von verschiedener Seite Verbesserungs- und Ausbaumöglichkeiten diskutiert, die aber vor dem Ausbruch des Ersten Weltkrieges nicht mehr zum Tragen kamen.
Nach dem Ende des Ersten Weltkrieges und des Deutschen Kaiserreiches kam es in Deutschland zu einer jahrelangen Phase der politischen und wirtschaftlichen Neuorientierung. Zwar wurde im Artikel 101 der Weimarer Reichsverfassung vom 11. August 1919 bestimmt, dass es Aufgabe des Reiches sei, alle Seezeichen, insbesondere Leuchtfeuer, Feuerschiffe, Bojen, Tonnen und Baken, in sein Eigentum und seine Verwaltung zu übernehmen und im Artikel 171 heißt es „Die Staatsbahnen, Wasserstraßen und Seezeichen gehen spätestens am 1.4.1921 auf das Reich über.“, aber die praktische Ausführung dauerte Jahre. Das neu gegründete Reichswirtschaftsministerium übernahm für das Seezeichenwesen die Federführung, musste sich aber in Detailfragen mit dem Reichsverkehrsministerium, dem Reichswehrministerium (Marineleitung) und dem Reichspostministerium (bei Anwendung der Funktelegraphie) und den einzelnen deutschen Ländern, besonders mit Preußen, das bislang in Seezeichenfragen die größte Kompetenz hatte, abstimmen. In den Jahren 1924 und 1925 wurden Pläne für einen Funknebelsignaldienst für die Nord- und Ostsee entwickelt. Am 6. Mai 1926 wurde in Anlehnung an den Begriff Leuchtfeuer für Deutschland der Begriff Funkfeuer amtlich festgelegt. In mehreren Schifffahrts- und Seezeichenkonferenzen im Zeitraum von 1923 bis 1939 wurden hierzu technische und organisatorische Fragen erörtert und das gemeinsame einheitliche Vorgehen bei Errichtung und Betrieb von Funkstellen und Funkfeuern festgelegt.
Die Ideen zum gerichteten Senden von der Kompassrose entsprechend gekennzeichneten Funksignalen, die zu dem Versuchsaufbau auf dem Kap Arkona geführt hatten, waren nun durch die weiter fortschreitende Entwicklung der Funktechnik und die internationale Vereinheitlichung der Funknebelsignalstationen (Funkfeuer) hinfällig geworden. Insbesondere wurden nun der Richtempfang durch Bordpeiler mit Peilrahmenantennen und das ungerichtete Aussenden der Funksignale bevorzugt. Mit großer Wahrscheinlichkeit sind daher mit dieser Sendeanlage am Kap Arkona während und auch nach dem Krieg keine weiteren Versuche unternommen worden. Bereits am 26. März 1920 teilte der Regierungspräsident in Stralsund mit, dass wichtige Apparaturen aus der Versuchsstation Arkona entwendet worden seien. Eine Wiederherstellung der Anlage wurde im Dezember 1921 zwar angeregt, aber wahrscheinlich nicht mehr verwirklicht.

## Weitere Entwicklung
Stattdessen zeigte die Reichsmarine 1925 Interesse an dem Standort zur Errichtung einer Peilfunkstelle. Im Jahre 1927 wurde daraufhin der Marinepeilturm für die Beobachtung des Funkverkehrs auf der südlichen Ostsee am Fuße der Jaromarsburg errichtet und im zeitlichen Zusammenhang hiermit sind, laut einer Mitteilung vom 4. Juni 1927 in den Nachrichten für Seefahrer, die acht hölzernen Masten der früheren Versuchsfunkanlage in der Jaromarsburg beseitigt worden. Obwohl die ursprüngliche Entwicklung von Funkfeuern mit dieser Versuchsstation am Kap Arkona begonnen hatte, einigte man sich zu Beginn der 1930er Jahre international auf die Standorte, Frequenzen, Sendeverfahren und Reichweiten der acht in und an der Ostsee zu betreibenden Funkfeuer. Diese Standorte waren FS (Feuerschiff) Kiel, FS Fehmarnbelt, Warnemünde, Stubbenkammer, Swinemünde, FS Adlergrund, Jershöft und Pillau. Das Funkfeuer Stubbenkammer auf der Halbinsel Jasmund, nur 18 km Luftlinie vom Kap Arkona entfernt, bestand seit April 1927 aus zwei Stahlgittermasten, die 45 bzw. 55 m hoch und 110 m voneinander entfernt waren. Zwischen diesen war die Antenne in etwa 150 m über dem Meeresspiegel aufgehängt worden. Dieses Funkfeuer ist erst im Juli 1984 wieder außer Betrieb genommen worden.